# Cornus sanguinea
Cornus sanguinea, у народу познат као свиб или пасдрен, је врста жбуна, распрострањена од јужне Скандинавије, атлантске и средње Европе до Балканског полуострва.

## Опис
Пасдрен је средњи до велики листопадни грм, расте од 2 до 6 m. Гране су усправне, са тамним гранчицама. Пупољци голи, без заштитних љуспи. Листови су широко елиптични до јајасти, са целим лисним ободом. Цвасти су штитасте, густе, а цветови су беличасте боје и смештени су у вршним деловима цвасти. Цвета у априлу. Плод је округла црна коштуница, сазрева у августу или септембру.

## Екологија
Има велику еколошку амплитуду - од влажних алувијалних шума до ксеротермних храстових. Расте на ободу шума, у сунчаним пределима и равницама са другим врстама грмља. Размножава се семеном и столонима, а у Србији је широко распрострањена.

## Галерија
- Листови
- Cornus sanguinea
- Cornus sp.